# Novhorod-Siverskyj

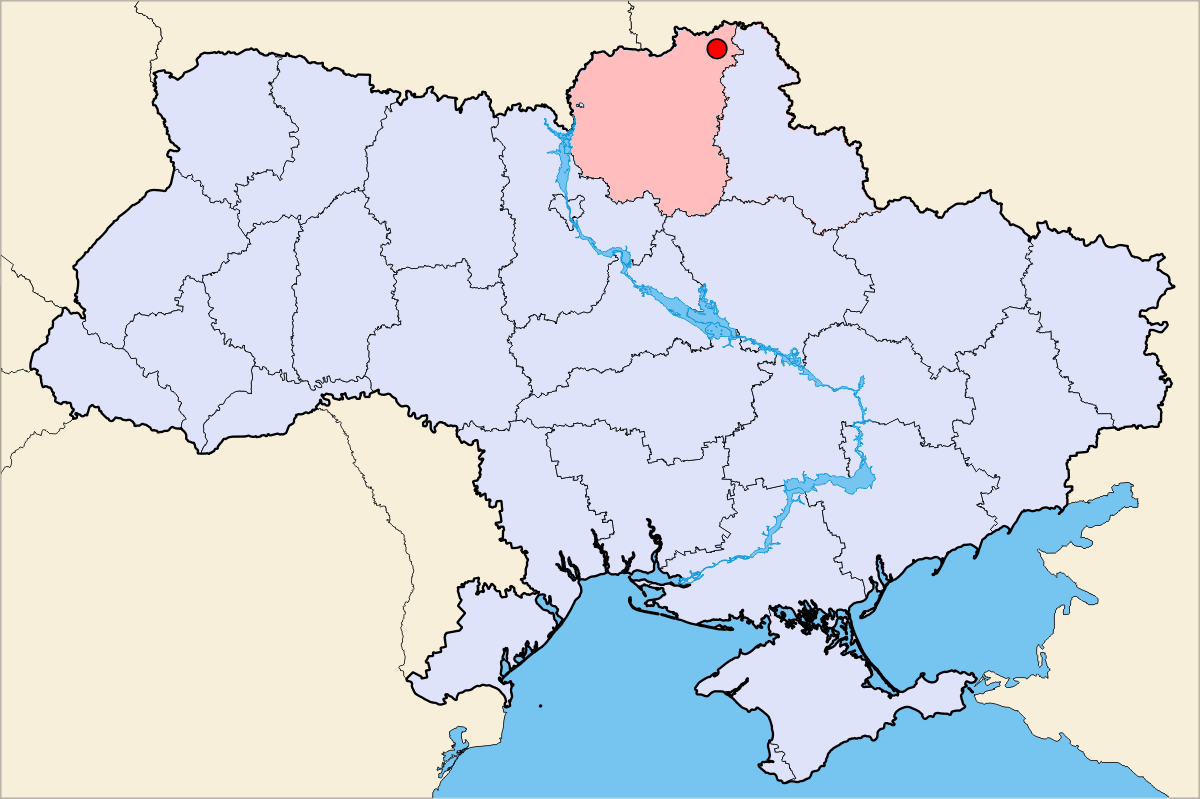
Novhorod-Siverskyjs läge i Ukraina.

Novhorod-Siverskyj (ukrainska: Новгород-Сіверський uttal (fil), tidigare ryska: Новгород-Северский: Novgorod-Severskij) är en stad i Tjernihiv oblast i Ukraina med omkring 12 000 invånare. I början av 2012 uppgick  folkmängden till 13 911 invånare. Staden ligger vid floden Desna, omkring 200 kilometer från huvudstaden Kiev och 45 km söder om den ryska gränsen.